# Tetrastigma lanceolarium
Tetrastigma lanceolarium là một loài thực vật hai lá mầm trong họ Nho. Loài này được (Roxb.) Planch. miêu tả khoa học đầu tiên năm 1887.